# Dalton Trumbo
James Dalton Trumbo (Montrose, Colorado, 9 de dezembro de 1905 – Los Angeles, Califórnia, 10 de setembro de 1976) foi um roteirista e romancista estadunidense, e membro do Hollywood Ten, um grupo de profissionais da indústria cinematográfica que se recusou a testemunhar perante uma comissão parlamentar de inquérito montada em 1947 pela Câmara dos Representantes dos Estados Unidos para averiguar a suposta infiltração de comunistas na indústria de cinema.

## Carreira
Trumbo nasceu em Montrose, Colorado, em 9 de dezembro de 1905, filho de Maud (nascida Tillery) e Orus Bonham Trumbo, este descendente de Jacob Trumbo, um imigrante suíço protestante que se estabelecera na colônia da Virginia em 1736. A família mudou-se para Grand Junction em 1908. Dalton Trumbo se formou no ensino médio na Grand Junction High School. Ainda no ensino médio, trabalhou como repórter no jornal Grand Junction Daily Sentinel, sendo o responsável pela cobertura dos tribunais, da escola, do obituário e das organizações cívicas. Em seguida, frequentou a Universidade do Colorado por dois anos (em sua homenagem, uma fonte,  no prédio da instituição, foi nomeada Fonte Dalton Trumbo pela Liberdade de Expressão, já na década de 1990), trabalhando como repórter no Boulder Daily Camera e contribuindo para a revista de humor, o anuário e o jornal do campus. Começou a escrever profissionalmente para a revista Vogue. Seu primeiro romance, Eclipse, escrito sob uma perspectiva realista, tem como tema uma cidade pequena e seus habitantes - em clara referência aos seus anos em Grand Junction.
Em 1939 escreveu o romance Johnny Vai à Guerra, clássico pacifista que recebeu um prêmio National Book Award (então conhecido como American Book Sellers Award). O romance foi inspirado em um artigo que Trumbo leu sobre um soldado que ficou desfigurado após lutar na Primeira Guerra Mundial.
Dalton Trumbo começou a trabalhar em roteiro de filmes em 1936. No início da década de 1940, ele já era um dos roteiristas mais bem pagos de Hollywood, escrevendo sucessos de bilheteria como Thirty Seconds Over Tokyo (1944) e Our Vines Have Tender Grapes (1945). Em 1940 recebeu sua primeira indicação ao Oscar - na categoria de melhor roteiro adaptado - por Kitty Foyle, adaptado do romance homônimo de Christopher Morley.
Em 1956 publicou um romance de não-ficção intitulado The Devil in the Book, narrando a perseguição de socialistas do movimento sindicalista estadunidense.

## Envolvimento com o comunismo
Trumbo se aliou ao Partido Comunista dos Estados Unidos da América antes da década de 1940, apesar de ter se filiado ao partido apenas depois. Após a eclosão da Segunda Guerra Mundial em 1939, os comunistas estadunidenses defendiam o não-envolvimento dos Estados Unidos no conflito ao lado dos Aliados, uma vez que a assinatura do Pacto Molotov-Ribbentrop de não-agressão significava que a União Soviética estava em paz com a Alemanha Nazista.
Em 1940 Trumbo escreveu o romance The Remarkable Andrew, no qual há uma sequência em que o fantasma de Andrew Jackson aparece para orientar os Estados Unidos a não se envolver na guerra. Numa análise do romance, a revista Time escreveu sarcasticamente que "as opiniões do General Jackson não surpreenderá ninguém que observou que George Washington e Abraham Lincoln estão seguindo com zelo as orientações do Partido Comunista em anos recentes".
Logo após a invasão alemã da União Soviética em 1941, Trumbo e seus editores decidiram suspender a reimpressão de Johnny Vai à Guerra até o final da guerra. Após receber cartas de vários indivíduos, incluindo pacifistas, isolacionistas, assim como de pessoas com aparentes laços com o Partido Nazista, pedindo cópias do livro, Trumbo contatou o FBI e enviou-lhes as cartas. Trumbo acabou por delatar algumas pessoas, algo que lhe assombraria nos anos seguintes, quando ele mesmo foi delatado por colegas da indústria cinematográfica na comissão parlamentar de inquérito da Câmara dos Representantes dos Estados Unidos que averiguava a suposta infiltração de comunistas na indústria de cinema. Trumbo se arrependeu profundamente da decisão de delatar os indivíduos que lhe mandaram cartas, dizendo que foi uma insensatez que só serviu para despertar o interesse do FBI nele mesmo e não nas cartas.
Trumbo foi membro do Partido Comunista dos Estados Unidos de 1943 até 1948. Ele declarou no jornal oficial do partido, o The Daily Worker, que dentre as produções que os comunistas conseguiram cancelar em Hollywood estavam adaptações de dois romances antistalinista de Arthur Koestler (O Zero e o Infinito e The Yogi and the Commissar).

### Lista negra
Em 1947, Trumbo e outros nove diretores e roteiristas foram chamados para depor na comissão parlamentar de inquérito da Câmara dos Representantes dos Estados Unidos formada para averiguar a suposta infiltração de comunistas na indústria de cinema e presidida pelo senador Joseph McCarthy. Trumbo se recusou a delatar quem eram os comunistas de Hollywood na comissão. Após ser condenado por desobediência civil ao Congresso dos Estados Unidos, ele passou a integrar a primeira lista negra de Hollywood e passou onze meses em uma prisão federal em Ashland, Kentucky.
Após Trumbo ter entrado na lista negra, alguns atores e diretores de Hollywood, como Elia Kazan e Clifford Odets, concordaram em depor e fornecer ao Congresso os nomes dos companheiros de partido. Muitos que testemunharam contra os companheiros de profissão logo caíram no ostracismo e passaram a ser evitados pelos ex-colegas. Entretanto, Trumbo sempre defendeu que aqueles que testemunharam sob pressão do Congresso e dos chefes de estúdios eram igualmente vítimas da caça às bruxas comunista, uma opinião pela qual ele foi criticado.

## Vida posterior
Após completar sua sentença, Trumbo mudou-se com a família para o México com o casal Hugo Butler e Jean Rouverol, também perseguidos. Naquele país, Trumbo escreveu trinta roteiros usando pseudônimos. Ele ganhou o Oscar de melhor história original por The Brave One, escrito sob o pseudônimo de "Robert Rich". Esta foi a primeira vez que um prêmio Oscar não foi reclamado.
Com o apoio do diretor Otto Preminger, Trumbo recebeu crédito pelo filme de 1960 Exodus. Logo em seguida, Kirk Douglas tornou público que Trumbo escreveu o roteiro de Spartacus. Isto marcava o início do fim da lista negra para o roteirista. Trumbo foi reintegrado ao Writers Guild of America - West, o sindicato dos roteiristas de Hollywood, e passou a ser creditado em todos os roteiros seguintes que escreveu, tais como Lonely Are the Brave (1962), The Sandpiper (1965) e Hawaii (1966).
Em 1971, dirigiu a adaptação de Johnny Vai à Guerra, estrelada por Timothy Bottoms, Diane Varsi e Jason Robards. Um de seus últimos filmes, Executive Action (1973), é baseado nas várias teorias da conspiração sobre o assassinato de John F. Kennedy. Seu último filme foi Papillon (1973), baseado no romance autobiográfico de Henri Charrière.
Seu último romance foi Night of the Aurochs, que narra a Segunda Guerra Mundial através dos olhos de um comandante nazista do campo de concentração de Auschwitz, publicado postumamente em 1979. 
Em 1993 Trumbo recebeu postumamente o Oscar de melhor história original pelo filme Roman Holiday (1953). O roteiro foi creditado a Ian McLellan Hunter, que havia se oferecido a prover de fachada para Trumbo.

## Morte
Dalton Trumbo morreu de ataque cardíaco em 10 de setembro de 1976 em Los Angeles. Ele tinha 70 anos de idade.

## Filme
Uma dramatização da vida de Dalton Trumbo, com o título Trumbo, foi lançada em novembro de  2015. É estrelado por Bryan Cranston que interpreta o roteirista e conta com direção de Jay Roach. Pelo papel, Cranston foi indicado ao Óscar de Melhor Ator mas perdeu para Leonardo DiCaprio em The Revenant.

## Filmografia
- 1936: Road Gang
- 1936: Love Begins at 20
- 1937: Devil's Playground
- 1938: Fugitives for a Night
- 1938: A Man to Remember
- 1939: Five Came Back (com Nathanael West e J. Cody)
- 1940: Bill of Divorcement
- 1940: Kitty Foyle
- 1941: Curtain Call
- 1942: The Remarkable Andrew
- 1943: Tender Comrade
- 1943: A Guy Named Joe
- 1944: Thirty Seconds Over Tokyo
- 1945: Our Vines Have Tender Grapes
- 1950: Gun Crazy, 1950 (creditado a Millard Kaufman)
- 1951: He Ran All the Way (creditado a Guy Endore)
- 1953: Roman Holiday (creditado a Ian McLellan Hunter)
- 1956: The Brave One (creditado a Robert Rich)
- 1958: Terror in a Texas Town (creditado como Ben Perry)
- 1960: Spartacus
- 1960: Exodus (baseado no livro de Leon Uris)
- 1961: The Last Sunset
- 1962: Lonely Are the Brave
- 1965: The Sandpiper
- 1966: Hawaii (baseado no livro de James A. Michener)
- 1968: The Fixer
- 1971: Johnny Got His Gun (também dirigiu)
- 1971: The Horsemen
- 1972: F.T.A.
- 1973: Executive Action
- 1973: Papillon (baseado no livro de Henri Charrière)